# Aplocheilichthys katangae
Aplocheilichthys katangae är en fiskart som först beskrevs av George Albert Boulenger 1912.  Aplocheilichthys katangae ingår i släktet Aplocheilichthys och familjen Poeciliidae. IUCN kategoriserar arten globalt som livskraftig. Inga underarter finns listade i Catalogue of Life.